# Pandrose
Dans la mythologie grecque, Pandrose ou Pandrosos (en grec ancien : Πάνδροσος) est la fille de Cécrops, premier roi d'Athènes.
Son nom, comme celui des Cécropides, est en lien avec la rosée : elle est la Toute-pleine-de-rosée ou la Toute-couverte-de-rosée.
Elle fonde le tissage à Athènes et crée le vêtement dit protonion, porté par sa prêtresse. Celle-ci appartenait au genos des Salaminioi. Témoin de son importance, il existait une institution dite l’epiboion : à chaque fois qu’un bœuf était offert en sacrifice à Athéna, une brebis l’était à Pandrosos.
Elle était prêtresse de l'Érechthéion où elle avait son culte. Comme ses sœurs Hersé et Aglaure, elle découvre après Aglaure, l'enfant Érichthonios à la queue de serpent (Métamorphoses d'Ovide). Elle a également un frère, Érysichthon.
Aimée d'Hermès, elle en a un fils, Céryx.
Un temple à Athènes, le Pandroséion, lui était consacré.